# Antonio Contarini
Antonio Contarini (* 1450 in Venedig; † 7. November 1524 ebenda) war ein italienischer Patriarch.

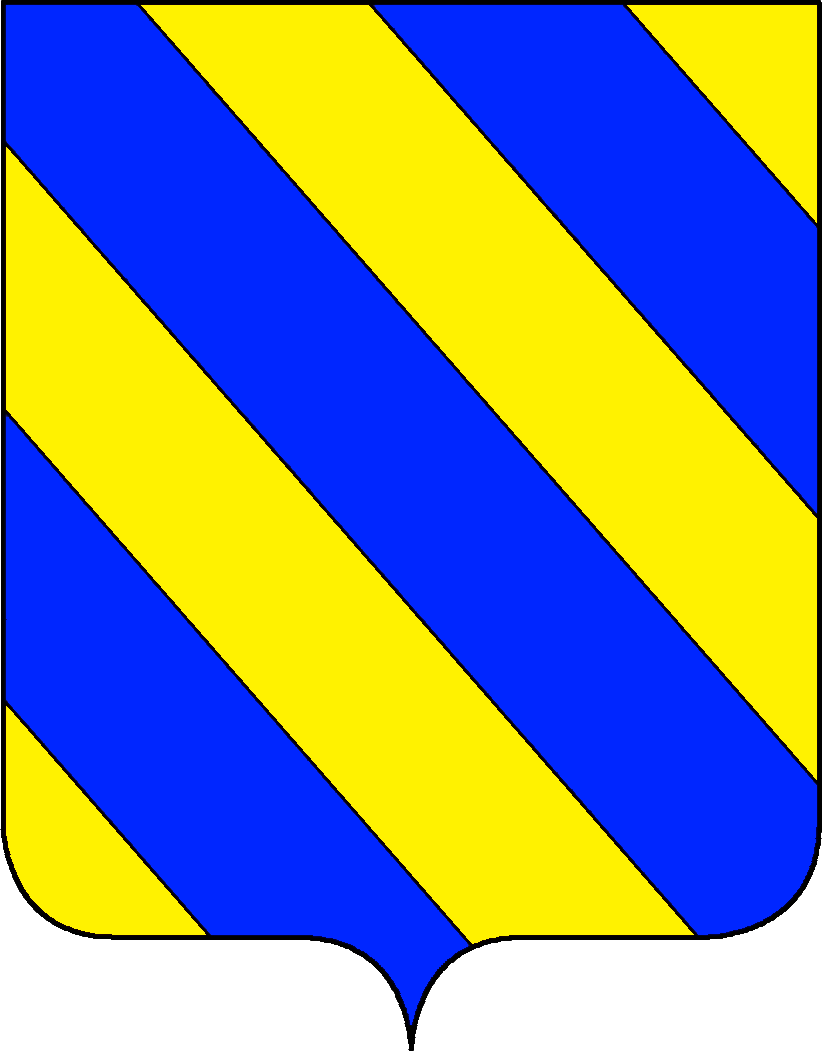
Wappen der Contarini

## Biografie
Monsignore Contarini wurde 1450 geboren und als ehemaliger Kanoniker von San Salvatore am 17. November 1508 vom venezianischen Senat zum Patriarchen von Venedig ernannt. Nach der Ratifizierung durch das Konsistorium wurde er am 5. Februar 1509 vom Erzbischof von Split, Monsignore Zane, geweiht.
Während seines Dienstes kämpfte er hartnäckig gegen die Korruption des Klerus und für die Reform der Nonnenklöster, die eine Verweltlichung der Klöster umkehren sollten. Durch sein strenges Leben erlangte er den Ruf der Heiligkeit.
Unter seinen Werken ist der von ihm geförderte Wiederaufbau des patriarchalischen Palastes zu erwähnen.
Er starb am 7. November 1524 an der Tuberkulose, einer Krankheit, an der er schon seit einiger Zeit litt.
Wenige Jahre nach seinem Tod wurde er seliggesprochen.